# 대한민국 관세청
관세청(關稅廳)은 관세의 부과·감면 및 징수와 수출입물품의 통관 및 밀수출입단속에 관한 사무를 관장하는 대한민국의 중앙행정기관이다. 청장은 차관급 정무직공무원으로, 차장은 고위공무원단 가등급에 속하는 일반직공무원으로 보한다.
관세청 소속 국가공무원은 밀수 부분에 대한 사법경찰권을 가진다.

## 소관 사무
- 관세의 부과·감면·징수에 관한 사무
- 수출입물품의 통관 및 밀수단속에 관한 사무

## 연혁
- 1948년 7월 17일: 재무부의 하부조직으로 세관국을 설치.[4]
- 1970년 8월 3일: 관세의 부과·감면·징수와 수출입물품의 통관 및 밀수단속에 관한 사무를 이관받아 관세청을 설치.[5] 세관국은 관세국으로 개편.[6]
- 1994년 12월 23일: 재정경제원의 외청으로 소속 변경.[7]
- 1998년 2월 28일: 재정경제부의 외청으로 소속 변경.[8]
- 2008년 2월 29일: 기획재정부의 외청으로 소속 변경.[9]

## 조직
| 국                 | 담당관실·과                                                                            |
| 청장 산하 하부조직 | 청장 산하 하부조직                                                                     |
| ------------------ | -------------------------------------------------------------------------------------- |
|                    | 대변인실                                                                               |
| 차장 산하 하부조직 |                                                                                        |
| 기획조정관실       | 기획재정담당관실ㆍ행정관리담당관실ㆍ법무담당관실ㆍ비상안전담당관실                     |
| 감사관실           | 감사담당관실ㆍ감찰팀                                                                   |
| 정보데이터정책관실 | 정보데이터기획담당관실ㆍ정보관리담당관실ㆍ빅데이터분석팀ㆍ연구개발장비팀ㆍ시스템운영팀 |
|                    | 관세국경위험관리센터ㆍ운영지원과                                                       |
| 통관국             | 통관물류정책과ㆍ관세국경감시과ㆍ수출입안전검사과ㆍ전자상거래통관과ㆍ보세산업지원과     |
| 심사국             | 심사정책과ㆍ세원심사과ㆍ기업심사과ㆍ공정무역심사팀                                     |
| 조사국             | 조사총괄과ㆍ외환조사과ㆍ국제조사과                                                     |
| 국제관세협력국     | 국제협력총괄과ㆍ자유무역협정집행과ㆍ원산지검증과ㆍ해외통관지원팀                       |

### 소속기관
- 청장의 관장 사무를 지원하는 기관
  - 중앙관세분석소, 관세평가분류원
- 청장의 소관 사무를 분장하는 기관
  - 세관
- 청장의 관장 사무를 지원하는 책임운영기관
  - 관세인재개발원

### 소속 자문위원회
| 위원회명             | 주관부처 | 설치근거                | 비고 |
| -------------------- | -------- | ----------------------- | ---- |
| 관세사자격심의위원회 | 관세청   | 관세사법 제6조의3       |      |
| 관세사징계위원회     | 관세청   | 관세사법 제28조         |      |
| 관세심사위원회       | 관세청   | 관세법 제124조          |      |
| 관세품목분류위원회   | 관세청   | 관세법 제85조           |      |
| 원산지확인위원회     | 관세청   | 관세법시행령 제236조의4 |      |

## 정원
관세청에 두는 공무원의 정원은 다음과 같다.
| 총계      | 총계              | 366명 |
| --------- | ----------------- | ----- |
| 정무직 계 | 정무직 계         | 1명   |
|           | 청장              | 1명   |
|           |                   |       |
| 일반직 계 | 일반직 계         | 365명 |
|           | 고위공무원단      | 8명   |
|           | 3급 이하 5급 이상 | 116명 |
|           | 6급 이하          | 239명 |
|           | 전문경력관        | 2명   |

## 재정
총수입·총지출 기준 2023년 재정 규모는 다음과 같다.
| 구분     | 세입예산           | 작년 대비 증감 |
| -------- | ------------------ | -------------- |
| 일반회계 | 9,462억 4,000만 원 | +151.87%       |
|          |                    |                |
| 합계     | 9,462억 4,000만 원 | +151.87%       |

| 구분     | 구분      | 세출예산           | 작년 대비 증감 |
| -------- | --------- | ------------------ | -------------- |
| 일반회계 | 재정·금융 | 6,402억 4,900만 원 | +4.25%         |
|          |           |                    |                |
| 합계     | 합계      | 6,402억 4,900만 원 | +4.25%         |

## 사건·사고 및 논란

### 통계 발표 오류와 지식경제부 산하 이관 논란
2012년 2월 20일 관세청은 2011년 12월 대한민국 수출액이 477억 4,400만 달러로 집계됐다고 발표했다. 하지만 이는 2012년 1월 1일 지식경제부가 내놓은 '12월 수출입 동향(속보치)'보다 19억 달러나 감소한 수치였다. 수출액에서 큰 오차가 난 것은 한 중견 철강업체가 신고 과정에서 원화 금액 기준을 달러로 잘못 신고했기 때문으로 밝혀졌으나 이는 사상 초유의 일이었다. 관세청은 속보치의 신고 오류를 고쳐 매달 15일 전달 수출입 통계 확정치를 발표하는데, 이를 잡아내지 못했다. 이후 지식경제부와 관세청 간에 정보 공유가 제대로 되지 않는다며 정부 안팎에서 현재 기획재정부 산하 외청인 관세청을 지식경제부 산하에 둬야 한다는 얘기가 나오기 시작했다. 관세청이 갈수록 중요해지고 있는 무역 통관 업무를 소홀히 하고 있다는 이유에서다. 업무 중 세제 영역은 계속 줄고 있는 반면 무역 통관 비중이 계속 커지고 있기 때문에 지식경제부 산하로 들어와 유기적으로 업무 공조가 이뤄져야 한다는 주장이다. 이에 대해 한 전문가는 "관세청이 이번 오류를 잡아내지 못한 건 국제적 망신"이라며 "지금처럼 관세청이 지식경제부에 수치만 던져주는 식은 곤란하다. 지식경제부 산하로 편입돼 공조가 이뤄져야한다"고 말했다.

## 같이 보기
- 관세청장
- 관세청 차장
- 국세청

### 내용주
1. ↑  정부 상징과 병용.
2. 1 2  개방형 직위.
3. ↑  2025년 3월 22일까지 존속하는 한시조직.
4. ↑  2025년 5월 31일까지 존속하는 한시조직.
5. 1 2 3  2024년 3월 30일까지 존속하는 한시조직.

### 참조주
1. 1 2  「관세청과 그 소속기관 직제」 별표 2
2. 1 2  기획재정부. “열린재정 > 재정연구분석 > 재정분석통계 > 예산편성현황(총수입)”. 《열린재정》. 2023년 1월 4일에 확인함.
3. 1 2  기획재정부. “열린재정 > 재정연구분석 > 재정분석통계 > 세목 예산편성현황(총지출)”. 《열린재정》. 2023년 1월 4일에 확인함.
4. ↑  대통령령 제20호
5. ↑  법률 제2210호
6. ↑  대통령령 제5288호
7. ↑  법률 제4831호
8. ↑  법률 제5529호
9. ↑  법률 제8852호
10. ↑  안현진 (2012년 2월 20일). “관세청 수출 통계 오류 10억달러 과다 계상돼”. 《중앙뉴스》. 2013년 10월 5일에 원본 문서에서 보존된 문서. 2012년 6월 2일에 확인함.
11. ↑  박상효 (2012년 2월 21일). “"철강업체 엄청난 실수로 국가 통계 오류"”. 《EBN》. 2012년 6월 2일에 확인함.
12. ↑  연지안 (2012년 4월 26일). “관세청 휘감는 '15일 스트레스' 정체는?”. 《조세일보》. 2012년 6월 2일에 확인함.
13. ↑  김회승 (2012년 2월 20일). “'오류 통계'로 무역협 "한국 세계 8위" 발표할 뻔”. 《한겨레》. 2012년 6월 2일에 확인함.
14. ↑  황수연 (2012년 5월 29일). “수출입 발표두고 관세청-지경부, 설왕설래한 사연?”. 《조세일보》. 2013년 10월 5일에 원본 문서에서 보존된 문서. 2012년 6월 2일에 확인함.